# Jane Langton
Pour les articles homonymes, voir Langton.
Œuvres principales
- Série Homer Kelly
- Série Les Chroniques de la famille Hall

Jane Langton, née Gillson le 30 décembre 1922 à Belmont (Massachusetts) et morte le 22 décembre 2018 à Lincoln dans le même État américain, est une illustratrice et romancière américaine, auteur de roman policier, d'ouvrages de littérature d’enfance et de jeunesse et de fantasy.

## Biographie
Après des études supérieures en astronomie amorcées en 1940 au Wellesley College et poursuivies de 1942 à 1945 à l’université du Michigan, Jane Langton obtient ses premiers diplômes et enchaîne avec des études en histoire de l’art dans le même établissement et au Radcliffe College. Elle épouse en 1943, William Langton (mort en 1997), dont elle aura trois fils. En 1955, elle travaille brièvement pour une station de télévision locale de Boston. 
Elle commence sa carrière littéraire en 1961 avec un roman de littérature d’enfance et de jeunesse, The Majesty of Grace, qui raconte le récit d’une petite fille de la Grande Dépression qui se convainc qu’elle sera un jour reine d’Angleterre. Suivront de nombreux ouvrages pour la jeunesse, parfois illustrés par l’auteur elle-même, dont une série consacrée aux chroniques de la famille Hall.
En 1964, Jane Langton se lance dans le roman policier avec une série consacrée aux enquêtes du séduisant Homer Kelly, un ancien avocat et lieutenant de police, devenu professeur de l’université Harvard, qui se transforme à ses heures en détective privé.

## Œuvre

### Romans

#### Série policièreHomer Kelly
- The Transcendental Murder ou The Minuteman Murder (1964)
- Dark Nantucket Noon (1975)
- The Memorial Hall Murder (1978)
- Natural Enemy (1982)
- Emily Dickinson Is Dead (1984) Publié en français sous le titre Le poète meurt toujours deux fois, Paris, Librairie des Champs-Élysées, Le Masque no 2037, 1991
- Good and Dead (1986)
- Murder at the Gardner (1988)
- The Dante Game (1991)
- God in Concord (1992)
- Divine Inspiration (1993)
- The Shortest Day: Murder at the Revels (1995)
- Dead as a Dodo (1996)
- The Face on the Wall (1998)
- The Thief of Venice (1999)
- Murder at Monticello (2001)
- The Escher Twist (2002)
- The Deserter: Murder at Gettysburg (2003)
- Steeplechase (2005).

#### Série jeunesseLes Chroniques de la famille Hall
- The Diamond in the Window (1962)
- The Swing in the Summerhouse (1967)
- The Astonishing Stereoscope (1971)
- The Fledgling (1980)
- The Fragile Flag (1984)
- The Time Bike (2000)
- The Mysterious Circus (2005)
- The Dragon Tree (2008).

#### SérieGrace Jones
- The Majesty of Grace ou Her Majesty Grace Jones (1961)
- The Boyhood of Grace Jones (1972)

#### Autres romans et ouvrages
- Paper Chains (1977)
- The Hedgehog Boy: a Latvian Folktale (1985)
- Salt: from a Russian Folktale (1992)
- The String of Pearls (1994)
- Saint Francis and the Wolf (2007)

## Prix et distinctions

### Prix
- Prix Nero 1984 pour Emily Dickinson Is Dead[2]
- Grand Master Award 2018[3]

### Nomination
- Prix Edgar-Allan-Poe 1985 du meilleur roman pour Emily Dickinson Is Dead[3]